# Ardisia khasiana
Ardisia khasiana là một loài thực vật có hoa trong họ Anh thảo. Loài này được C.B.Clarke mô tả khoa học đầu tiên năm 1882.